# Paula Rip
Paula Rip (* um 1961, geborene Paula Kloet) ist eine niederländische Badmintonspielerin.

## Karriere
Paula Rip gewann in den Niederlanden von 1979 bis 1981 fünf Juniorentitel, ehe sie 1983 erstmals bei den Erwachsenen erfolgreich war. Ein weiterer Titelgewinn folgte 1986. 1981 siegte sie bei den Belgian International, 1982, 1986 und 1988 bei den Swiss Open, 1986 bei den Austrian International sowie 1990 bei den Iceland International.

## Sportliche Erfolge
| Saison | Veranstaltung                                   | Disziplin   | Platz | Name                                |
| ------ | ----------------------------------------------- | ----------- | ----- | ----------------------------------- |
| 1979   | Niederlande: Einzelmeisterschaften der Junioren | Dameneinzel | 1     | Paula Kloet                         |
| 1979   | Niederlande: Einzelmeisterschaften der Junioren | Damendoppel | 1     | Paula Kloet / Grace Kakiay          |
| 1980   | Niederlande: Einzelmeisterschaften der Junioren | Dameneinzel | 1     | Paula Kloet                         |
| 1980   | Niederlande: Einzelmeisterschaften der Junioren | Damendoppel | 1     | Paula Kloet / Grace Kakiay          |
| 1981   | Belgian International                           | Damendoppel | 1     | Paula Kloet / Grace Kakiay          |
| 1981   | Niederlande: Einzelmeisterschaften der Junioren | Damendoppel | 1     | Paula Kloet / Grace Kakiay          |
| 1982   | Swiss Open                                      | Mixed       | 1     | Guus van der Vlugt / Paula Kloet    |
| 1982   | Swiss Open                                      | Damendoppel | 1     | Paula Kloet / Grace Kakiay          |
| 1983   | Niederlande: Einzelmeisterschaften              | Damendoppel | 1     | Paula Kloet / Karin van der Valk    |
| 1986   | Swiss Open                                      | Mixed       | 1     | Alex Meijer / Paula Kloet           |
| 1986   | Swiss Open                                      | Damendoppel | 1     | Monique Hoogland / Paula Kloet      |
| 1986   | Austrian International                          | Damendoppel | 1     | Paula Kloet / Nataliya Zhavoronkova |
| 1986   | Niederlande: Einzelmeisterschaften              | Damendoppel | 1     | Monique Hoogland / Paula Rip-Kloet  |
| 1988   | Amor International                              | Mixed       | 1     | Ron Michels / Paula Rip-Kloet       |
| 1988   | Swiss Open                                      | Damendoppel | 1     | Paula Rip-Kloet / Maaike de Boer    |
| 1990   | Iceland International                           | Damendoppel | 1     | Paula Rip / Inga Kjartansdóttir     |